# Хтонические существа
Хтони́ческие существа́, или хтони́ческие чудо́вища (от греч. χθών «земля, почва»), во многих религиях и мифологиях, — существа, изначально олицетворявшие собой дикую природную мощь земли, подземное царство и т. д.
Среди характерных особенностей хтонических существ традиционно выделяют звероподобие, наличие сверхъестественных способностей, органично сочетающиеся с отсутствием созидательного начала.
К хтоническим существам относились также умершие предки, живущие в загробном мире (преисподней). Хтонический характер имеют и соперничающие с Демиургом властители преисподней.
В славянской традиции к хтоническим существам относились прежде всего гады, в число которых включались и животные, связанные со смертью и потусторонним миром.
Сама Земля в ряде традиций (вавилонских, греческих, шумерских) представлялась как хтоническое существо: растительность — шерсть, полуострова — ноги и т. п.
Брак героя с хтонической богиней означал овладение землёй (страной). Хтонические черты имеет образ Богини-Матери, мифической прародительницы, связанной также и со смертью (хаосом). Амбивалентный характер хтонических божеств обнаруживают мотивы брака с небесным богом, изгнавшим жену в нижний мир.
В древнегреческой мифологии к хтоническим существам, архаическим музам, восходят олимпийские музы.